# RNF224
RNF224 (англ. Ring finger protein 224) – білок, який кодується однойменним геном, розташованим у людей на 9-й хромосомі. Довжина поліпептидного ланцюга білка становить 156 амінокислот, а молекулярна маса — 16 549.
| 10         |  | 20         |  | 30         |  | 40         |  | 50         |
| ---------- |  | ---------- |  | ---------- |  | ---------- |  | ---------- |
| MQDAAAGGPP |  | GLGGGGPPEE |  | RTDCIICCSA |  | YDLSGHLPRR |  | LYCGHTFCQA |
| CVRRLDTPAP |  | EQRWIPCPQC |  | RQSTPTPRGG |  | VAMLDLDLAA |  | FLAVKAEREP |
| ARLEPLPLTS |  | LKGSAITRQP |  | AGLCPALGPQ |  | PHFPQPRYCC |  | WGCGSLCCPP |
| LGSPEV     |  |            |  |            |  |            |  |            |

A: Аланін

C: Цистеїн

D: Аспарагінова кислота

E: Глутамінова кислота

F: Фенілаланін

G: Гліцин

H: Гістидин

I: Ізолейцин

K: Лізин

L: Лейцин

M: Метіонін

P: Пролін

Q: Глутамін

R: Аргінін

S: Серин

T: Треонін

V: Валін

W: Триптофан

Білок має сайт для зв'язування з іонами металів, іоном цинку. 